# Ingrid Haralamow
Ingrid Haralamow-Raimann (ur. 29 lipca 1966) – szwajcarska kajakarka. Srebrna medalistka olimpijska z Atlanty.
Zawody w 1996 były jej drugimi igrzyskami olimpijskimi, debiutowała w 1992. Medal zdobyła w kajakowej czwórce na dystansie 500 metrów. Szwajcarską osadę tworzyły również Gabi Müller, Sabine Eichenberger i Daniela Baumer. W 1997 była trzecia na mistrzostwach Europy w jedynce na dystansie 200 metrów. 